# U-976
Unterseeboot 976 foi um submarino alemão do Tipo VIIC, pertencente a Kriegsmarine que atuou durante a Segunda Guerra Mundial.

## Comandantes
| Comandante      | Data                                    |
| --------------- | --------------------------------------- |
| Raimund Tiesler | 5 de maio de 1943 - 25 de março de 1944 |

## Subordinação
Durante o seu tempo de serviço, esteve subordinado às seguintes flotilhas:
| Período                                     | Flotilha                                  |
| ------------------------------------------- | ----------------------------------------- |
| 5 de maio de 1943 - 31 de outubro de 1943   | 5. Unterseebootsflottille (treinamento)   |
| 1 de novembro de 1943 - 25 de março de 1944 | 7. Unterseebootsflottille (serviço ativo) |

## Operações conjuntas de ataque
O U-976 participou das seguinte operações de ataque combinado durante a sua carreira:
- Rudeltaktik Coronel 1 (14 de dezembro de 1943 - 17 de dezembro de 1943)
- Rudeltaktik Amrum (18 de dezembro de 1943 - 23 de dezembro de 1943)
- Rudeltaktik Rügen 4 (23 de dezembro de 1943 - 28 de dezembro de 1943)
- Rudeltaktik Rügen 6 (28 de dezembro de 1943 - 2 de janeiro de 1944)
- Rudeltaktik Rügen 5 (2 de janeiro de 1944 - 7 de janeiro de 1944)
- Rudeltaktik Rügen (7 de janeiro de 1944 - 26 de janeiro de 1944)